# Celaetycheus cabriolatus
Celaetycheus cabriolatus är en spindelart som beskrevs av Franganillo 1930. Celaetycheus cabriolatus ingår i släktet Celaetycheus och familjen Ctenidae.
Artens utbredningsområde är Kuba. Utöver nominatformen finns också underarten C. c. pardosiformis.